# Paul Fröhlich (Entertainer)
Paul Fröhlich (bürgerlich Frank Fröhlich, * 17. April 1962 in Leipzig; † 19. Juli 2009 in Spanien) war unter diesem Namen ein deutscher Entertainer in Leipzig und wohl auch als ein Original zu bezeichnen.

## Leben
Frank Fröhlich besuchte die Polytechnische Herder-Oberschule am Connewitzer Kreuz (seit 1998 Apollonia-von-Wiedebach-Schule) und legte sein Abitur an der Erweiterten Oberschule „Georgi Dimitroff“ ab. Von den Zielen der DDR überzeugt, verpflichtete er sich zum 25-jährigen Dienst in der NVA. An der Offiziershochschule der Landstreitkräfte „Ernst Thälmann“ in Löbau wurde er zum Panzer-Bataillonskommandeur ausgebildet und versah dann seinen Dienst in Grenznähe bei Gotha. Nach Zweifeln an der Sinnhaftigkeit seines Tuns betrieb er die Demission aus dem Militärdienst. Nach einem Jahr Wartezeit einschließlich Parteiausschluss landete er im Februar 1987 als Heizer in Leipzig-Eutritzsch.
Nach einigen Monaten bewarb er sich als „kulturpädagogischer Mitarbeiter“ im Kulturhaus der Nationalen Front in der Leipziger Südvorstadt (heute naTo). 1989 übernahm Paul Fröhlich die Leitung der naTo und führte sie durch die turbulenten Zeiten der Wende, bis 1991 ein Verein als freier Träger ihren Betrieb übernahm.
Nun kam für Fröhlich die Zeit der Organisation und unterhaltsamen Moderation der naTo-Veranstaltungen, die seinen Ruhm in Leipzig begründeten und die er meist auf Stelzen absolvierte. („Man hat so den besseren Überblick.“) Nun benutzte er auch den Spitznamen aus seiner Jugend Paul Fröhlich, den ihm bei einer Segelflugausbildung die Fluglehrer verpasst hatten, die annahmen, er sei der Enkel des Ersten Sekretärs der SED-Bezirksleitung Leipzig und Mitglieds des Zentralkomitees der SED Paul Fröhlich (1913–1970). Es gab aber keinerlei verwandtschaftliche Beziehungen. Die Presse verwendete nur den Vornamen Paul, kannte Frank gar nicht. Auf seinem Grabstein aber stehen beide.

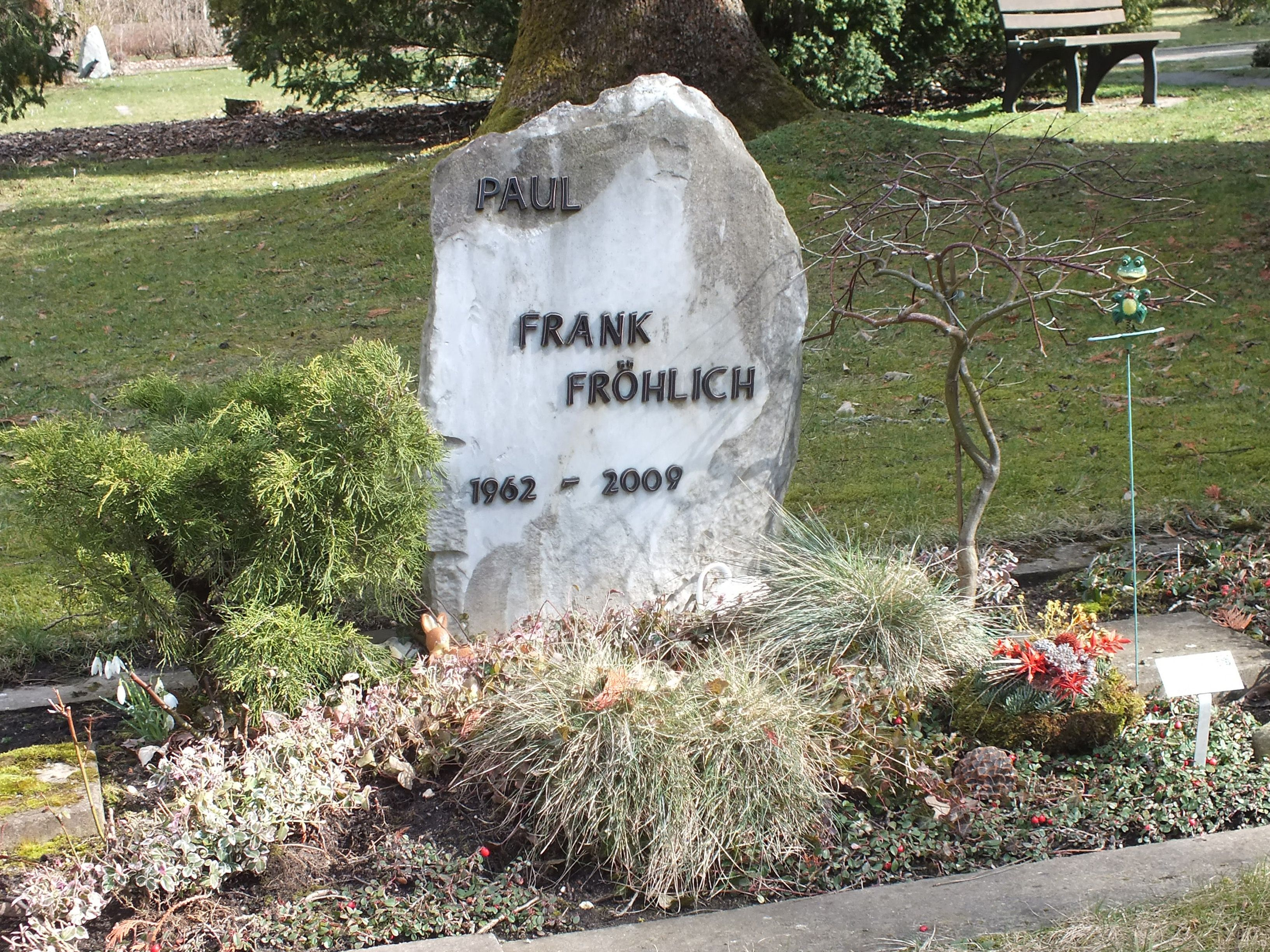
Grab von Paul (Frank) Fröhlich (2021)

Die Veranstaltungshöhepunkte waren jährlich das Leipziger Seifenkistenrennen Prix de Tacot am Fockeberg und das Badewannenrennen am Völkerschlachtdenkmal Régates de Baquet. 2007 moderierte Fröhlich das von Maike Beilschmidt kreierte Neujahrssingen der Leipziger Gastronomen, bei dem Gastwirte und Kellner internationale Stars imitieren und das bis 2020 ständig wuchs, sodass immer wieder größere Säle gefunden werden mussten, was aber Fröhlich nicht mehr erleben konnte.
Er starb 2009 bei einem Autounfall in Spanien. Sein Grab befindet sich auf dem Leipziger Südfriedhof.
Er war verheiratet und hatte drei Kinder.
Der Kreuzer schrieb über ihn: Paul Fröhlich prägte wie kein anderer die Leipziger Off-Szene und bestimmte maßgeblich ihren Wandel seit den 1990er Jahren mit.

## Ehrungen

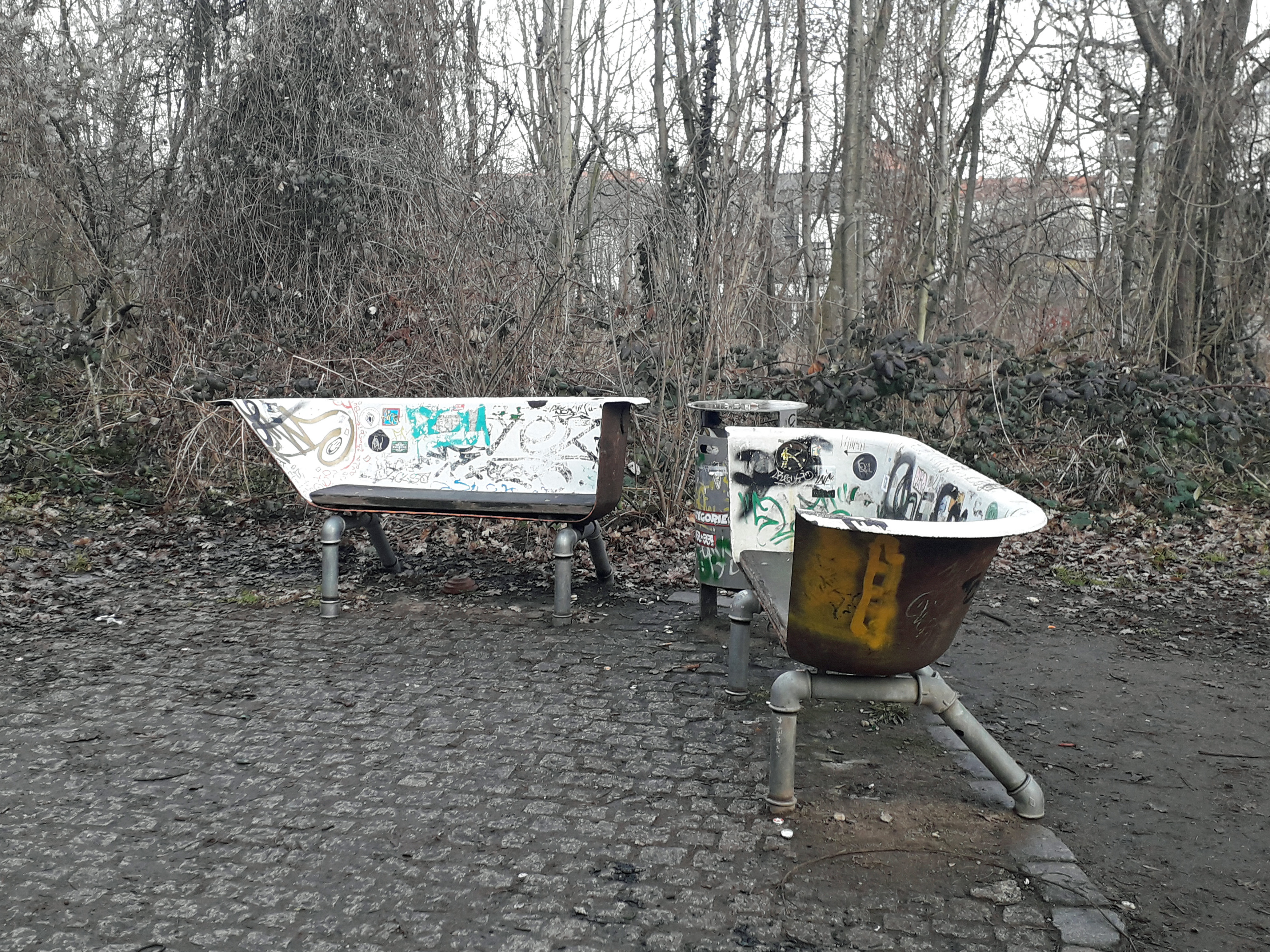
Paul-Fröhlich-Bank am Fockeberg (2021)
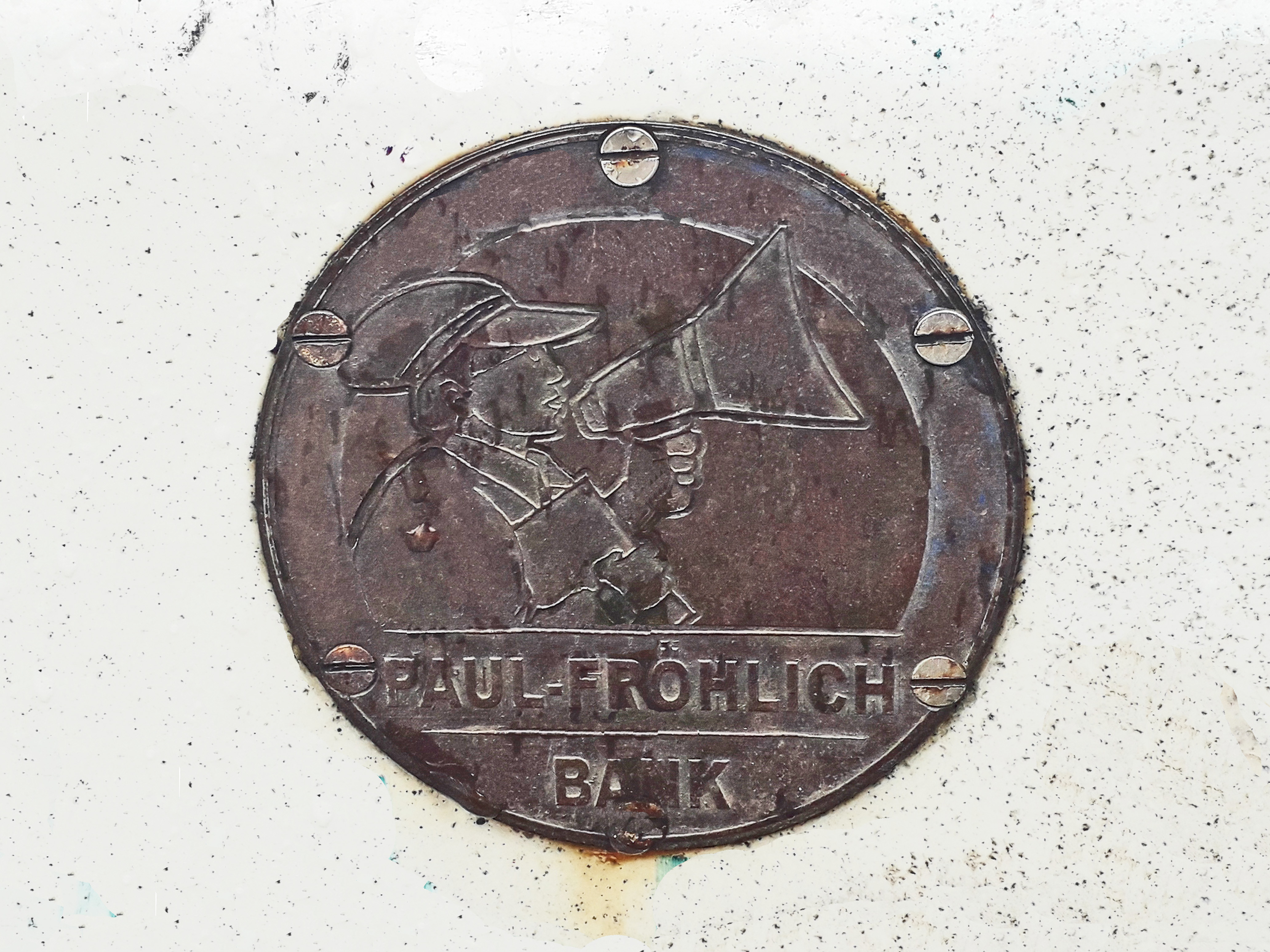
Widmung an der Paul-Fröhlich-Bank (2021)

- Das 1989 bis 2013 jährlich ausgetragene naTo-Fußballturnier wurde nach seinem Tod in Paul-Fröhlich-Cup umbenannt.[5]

- An seinem 50. Geburtstag 2012 wurde am Fockeberg die zweiteilige Paul-Fröhlich-Bank aufgestellt, die aus einer zersägten Badewanne, Brettern und Gasrohren gefertigt wurde. (Lage) Die Gasrohre dienen als Trägergestell, die Bretter in den Wannenhälften als Sitzfläche. Auf beiden Wannenhälften befindet sich die Widmung Paul-Fröhlich-Bank. Initiiert wurde diese dauerhafte Installation von der Stiftung „Bürger für Leipzig“. Entworfen wurde die Installation von Robert und Lisa Schiller.